# Theo Elfrink
Theodorus Martinus (Theo) Elfrink (Babberich, 16 mei 1923 – Nijmegen, 31 mei 2014) was een Nederlands schilder en graficus.
Elfrink genoot zijn opleiding aan de Academie voor Beeldende Kunsten in Arnhem en Eindhoven en was werkzaam in Babberich, Elten, Nuenen en sinds 1953 in Ubbergen. Daarnaast was hij ook werkzaam in Nijmegen waar hij een atelier had in het bruggehoofd  van de Spoorbrug Nijmegen en doceerde aan de Vrije Academie Nijmegen. Ook werkte hij net over de grens van de Ooijpolder in Duitsland bij een boerderij in Mehr. Zijn werk is met name geïnspireerd op de omgeving van het Rijk van Nijmegen en hangt onder meer in Museum Het Valkhof. In 1988 kreeg hij de Karel de Grote-prijs. Elfrink werd op 25 mei 2014 aangereden toen hij met de fiets de Provinciale weg 325 bij Beek overstak. Hij overleed aan de gevolgen hiervan op 31 mei in een Nijmeegs ziekenhuis.
- Bibsys: 97048326
- Gemeinsame Normdatei: 174203934
- International Standard Name Identifier: 0000 0003 9866 9898
- Nederlandse Thesaurus van Auteursnamen: 07165920X
- RKD-Nederlands Instituut voor Kunstgeschiedenis: 25953
- Système universitaire de documentation: 127547363
- Union List of Artist Names: 500076244
- Virtual International Authority File: 266907896
- WorldCat: E39PBJmP47XKtpMyTq3RJhx4bd